# Fairview (Georgia)
Fairview – jednostka osadnicza w Stanach Zjednoczonych, w stanie Georgia, w hrabstwie Walker.